# Reichskriegsgericht

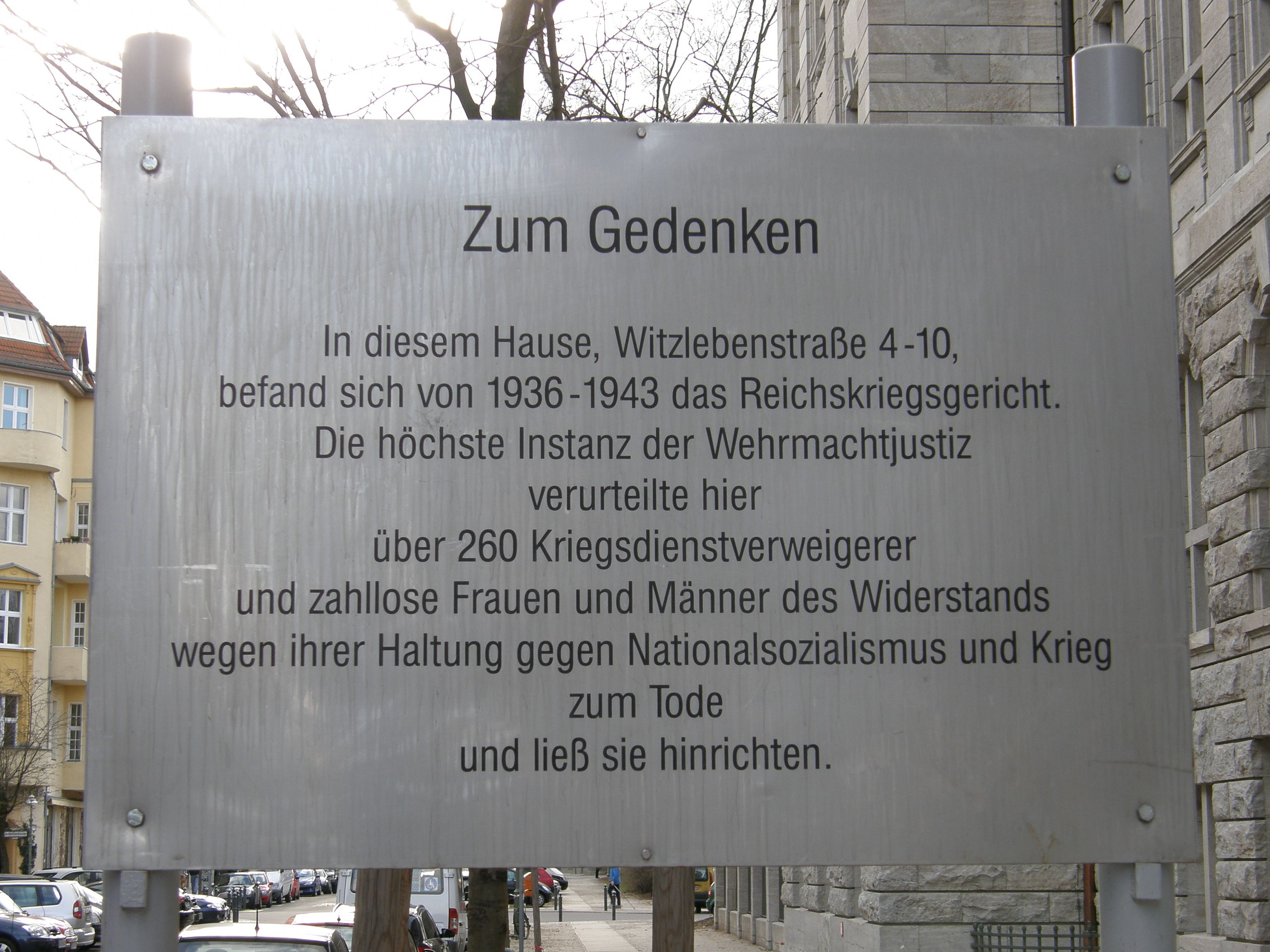
Tablica pamiątkowa przed dawnym Reichskriegsgericht w Berlinie

Reichskriegsgericht (RKG) – najwyższy sąd wojskowy w okresie III Rzeszy.
Nawiązywał on do tradycji Reichsmilitärgericht (RMG) - najwyższego sądu wojskowego okresu Cesarstwa Niemieckiego.